# 용마중학교
용마중학교(龍馬中學校)는 대한민국 서울특별시 중랑구 면목동에 있는 공립 중학교이다.

## 학교 연혁
- 2000년 1월 15일 : 용마중학교 설립 인가
- 2000년 3월 1일 : 이부웅 초대 교장 취임
- 2000년 3월 2일 : 제1회 입학식(남녀 혼성 10학급)
- 2003년 2월 14일 : 제1회 졸업식(졸업생 349명)
- 2017년 3월 6일 : 지성관 준공
- 2019년 4월 3일 : 창체홀 개관
- 2021년 9월 1일 : 제8대 신재순 교장 취임
- 2023년 2월 7일 : 제21회 졸업식 (졸업생 148명, 총 6,067명)
- 2023년 3월 2일 : 제24회 입학식(156명)

## 참고 자료
- 용마중학교 - 한국교육학술정보원 학교알리미